# ناخدا
ناخدا یا درست‌تر ناوخدای بالاترین فرمانده و راهبر در ناو آبی است. در هر کشتی یا قایق که بر آب حرکت می‌کند، دستور ناوخدا بر هر دستور دیگری مقدم است. وی مسئولِ جان و امنیتِ کشتی است. در کشتی های تجاری و مسافربری واژهٔ کاپیتان را به جای ناخدا به کار می‌برند.